# Power Piggs of the Dark Age
Power Piggs of the Dark Age är ett plattforms-actionspel  utgivet till SNES.

## Handling
Spelet utspelar sig under "mörka" Medeltiden, och två människoliknande grisarskall besegra den elake trollkarlen Wizard of Wolff; en människoliknande varg. Båda figurerna använder var sitt medeltida vapen. Första banan utspelar sig i en medeltida stad.
Jordnötter används som energi. En av huvudfigurerna är riddaren Bruno; vars andrahansvapen är bakelser som exploderar då de kommer i konakt med fiendena.

### Fotnoter
1. ↑  ”Release information”. Gamefaqs. Arkiverad från originalet den 9 januari 2010. https://web.archive.org/web/20100109111100/http://www.gamefaqs.com/console/snes/data/588584.html. Läst 15 maj 2014.
2. ↑  ”Composer information”. SNESMusic.org. http://www.snesmusic.org/v2/profile.php?profile=set&selected=2067. Läst 15 maj 2014.
3. 1 2  ”Basic game overview”. Mobygames. http://www.mobygames.com/game/snes/power-piggs-of-the-dark-age-. Läst 15 maj 2014.